# Szénadó
A szénadó a szén, a tüzelőanyagok elégetése során a légkörbe kerülő széndioxid-mennyiség alapján kiszabott adó. A nemzetközi szénadó bevezetése a piaci koordináció hívei szerint hamarabb fog a globális felmelegedési válságból kiutat mutatni, mint a Kiotói jegyzőkönyv vagy más nemzetközi egyezmények. A Kiotói jegyzőkönyvet USA és Ausztrália még csak nem is ratifikálta. Kína és India, amely országok ugyan aláírták az egyezményt, egyre több szén-dioxidot bocsátanak ki.
Az IPCC negyedik jelentéséből kiderült, hogy akár 20%-kal is csökkenhet a világ átlagos GDP-je a globális felmelegedés miatt. A szénadó várt hatása, hogy mivel a széntüzelésű erőművek termelését drágítja majd, a megújuló energiaforrások használata jobban elterjed.

## Külső hivatkozások
- Környezetvédelmi adók és díjak az EU-ban
- carbontax.org